# Sanarate
Sanarate – miasto w środkowej części Gwatemali w departamencie El Progreso, leżące w odległości 20 km na zachód od stolicy departamentu i około 70 km na północny wschód od stolicy kraju Gwatemali, w górach Sierra de las Minas, nad rzeką Motagua. Według danych szacunkowych w 2012 roku liczba ludności miasta wyniosła 22 121 mieszkańców.
Jest siedzibą władz gminy o tej samej nazwie, która w 2012 roku liczyła 38 395 mieszkańców. Gmina jest mała, a jej powierzchnia obejmuje 273 km².